# Bidens micrantha
Espèce
Classification phylogénétique
Bidens micrantha est une espèce de plantes à fleurs de la famille des Asteraceae. 